# Salzkrieg (1540)
Der Salzkrieg von 1540 war ein Aufstand des Territoriums von Perugia gegen den Kirchenstaat zur Zeit Papst Pauls III. Am Ende des Krieges verlor Perugia seine Autonomie und wurde Teil des Kirchenstaates.

## Einleitung
Das Gebiet von Perugia gehörte seit dem Hochmittelalter formell zum Kirchenstaat, obwohl die Stadt de facto unabhängig blieb, bis sie 1370 ihre kommunale Autonomie und ihre bürgerlichen Freiheiten verlor und vollständig dem Heiligen Stuhl einverleibt wurde. Im Laufe des 15. Jahrhunderts lockerten sich die Fesseln der Unterwerfung unter den Kirchenstaat wieder, auch dank der Errichtung einiger Herrschaften in diesem Gebiet, von denen die letzte die der Familie Baglioni war.

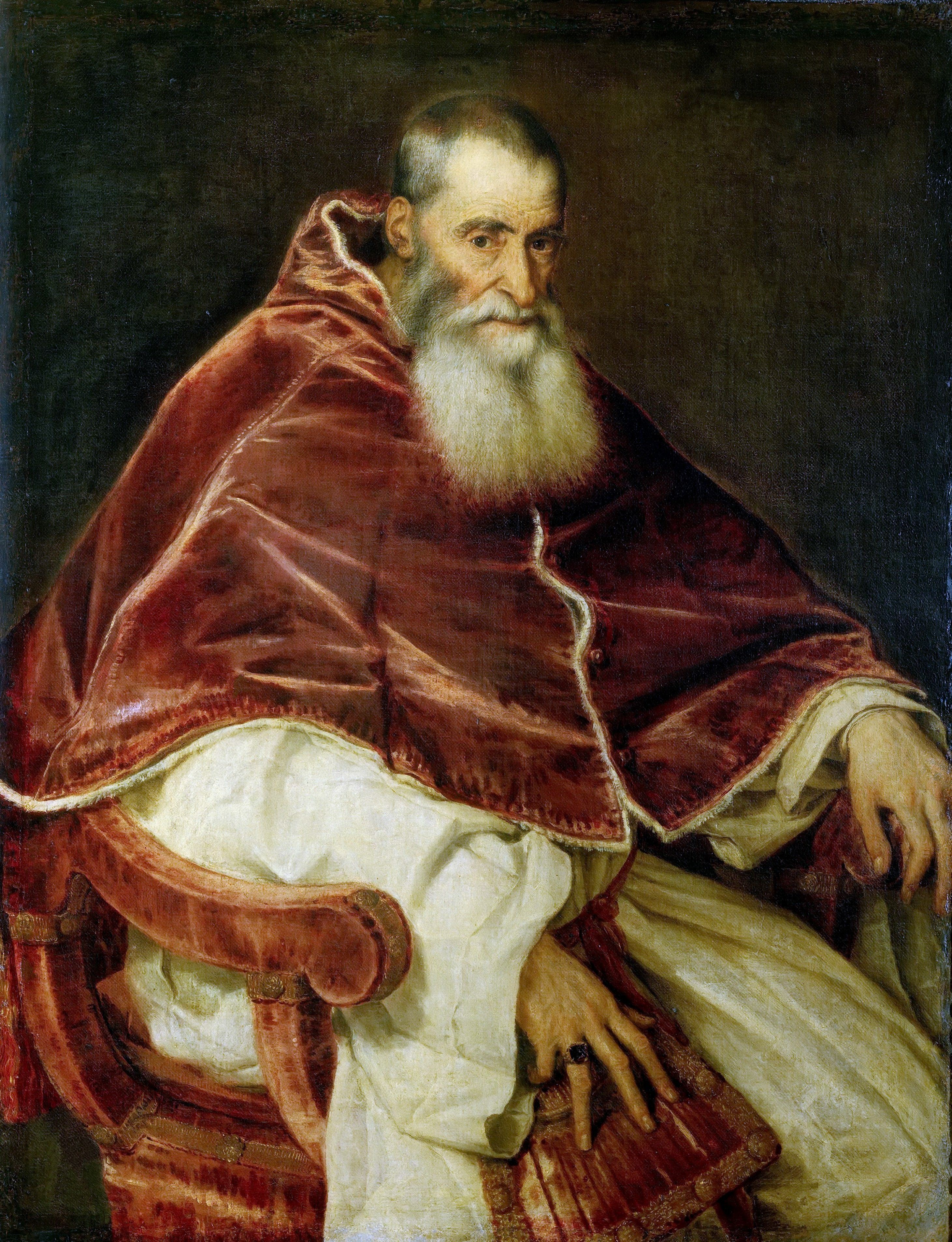
Porträt Papst Paul III.

Im Jahr 1531 wurde in allen päpstlichen Gebieten eine Salzsteuer eingeführt, die den Unmut des Volkes hervorrief, den die Baglioni zu bekämpfen versuchten, um sich vollständig von der päpstlichen Herrschaft zu befreien. Gegen Ende des Jahres 1539, in einer Zeit extremer Hungersnot, äußerte Papst Paul III. bei einem seiner Besuche in der Stadt Perugia die Absicht, den bereits zwischen der Stadtverwaltung und dem Monopol der päpstlichen Salinen vereinbarten Salzpreis auf drei Quattrini pro Pfund zu erhöhen.
Der offizielle Vorschlag des päpstlichen Legaten, Kardinal Cristoforo Jacovacci, wurde von dem von den Prioren einberufenen Volksrat abgelehnt. Die Prioren erklärten ihn für unanwendbar und beschlossen, Botschafter nach Rom zu entsenden, um gegen den Vorschlag zu protestieren, der als Widerspruch zu bereits mit früheren Päpsten getroffenen Vereinbarungen angesehen wurde. Trotz der Beweise für den Machtmissbrauch ließ der Papst am 17. März 1540 dem päpstlichen Vizelegaten Aligero und dem Vorsteher der Prioren, Alfano Alfani, die Bulle über die Exkommunikation des perugianischen Volkes zustellen. Der Exkommunikation folgte der Rücktritt Alfanis und die Wahl eines neuen Consiglio dei Venticinque. Die Bürger von Perugia hofften, dass die neue Stadtregierung in der Lage sein würde, sich den ungerechten päpstlichen Ansprüchen zu widersetzen und vor allem von den Landesherren eine Revision der Statuten zu erwirken, um die verlorene städtische Autonomie unter gerechter Anerkennung der bisher genossenen Privilegien wiederherzustellen. In der Zwischenzeit rief der Papst, entschlossen, dem Ungehorsam des Volkes entgegenzutreten, den Legaten Jacovacci nach Rom zurück und erklärte während des Konsistoriums seine Bereitschaft, mit Waffengewalt gegen die Stadt Perugia vorzugehen. In der Stadt war die adlige Regierung der Venticinque nur auf das eigene Überleben bedacht und vernachlässigte die Gefahr eines gewaltsamen Konflikts.

## Feldzug im Gebiet von Perugia

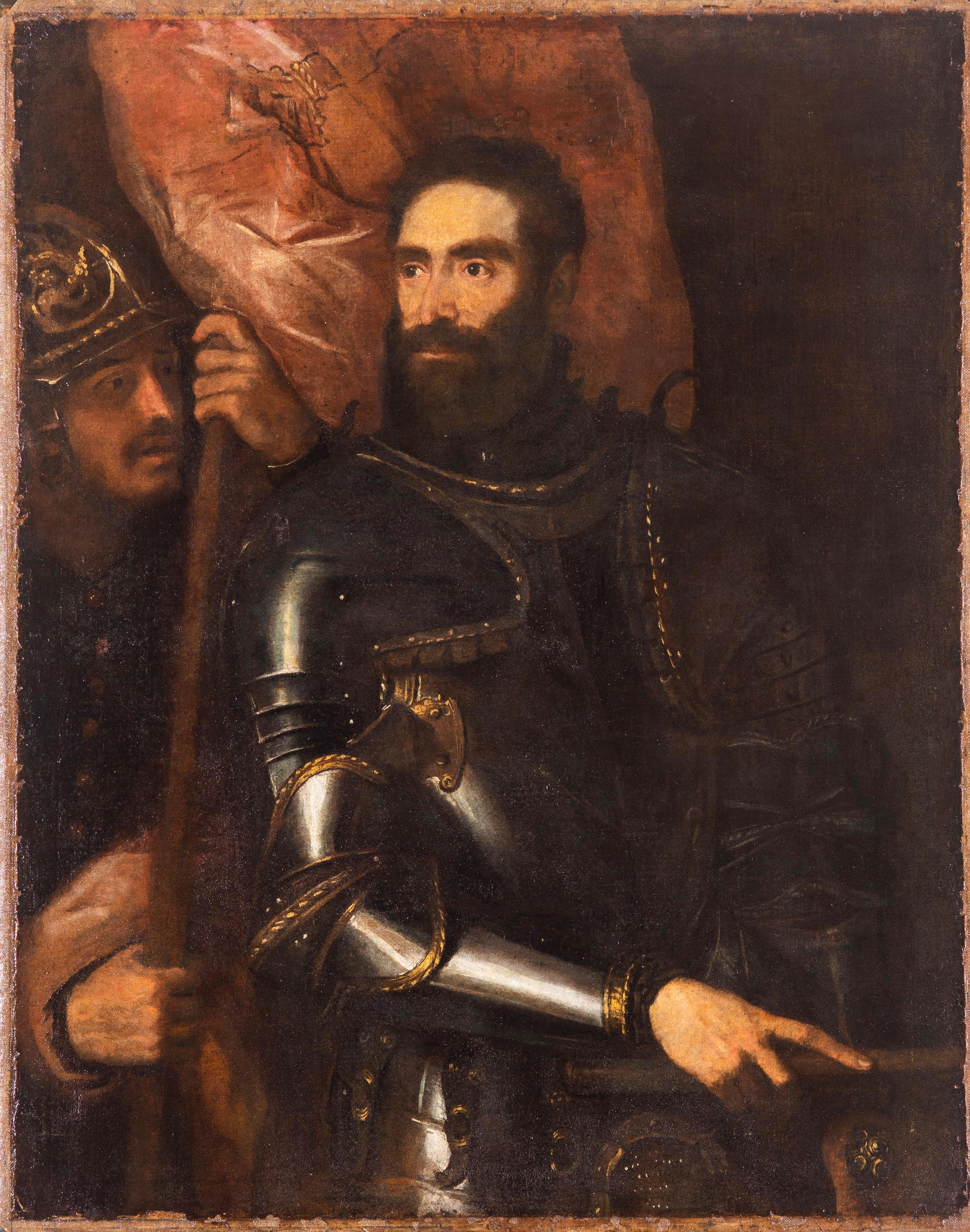
Pier Luigi Farnese

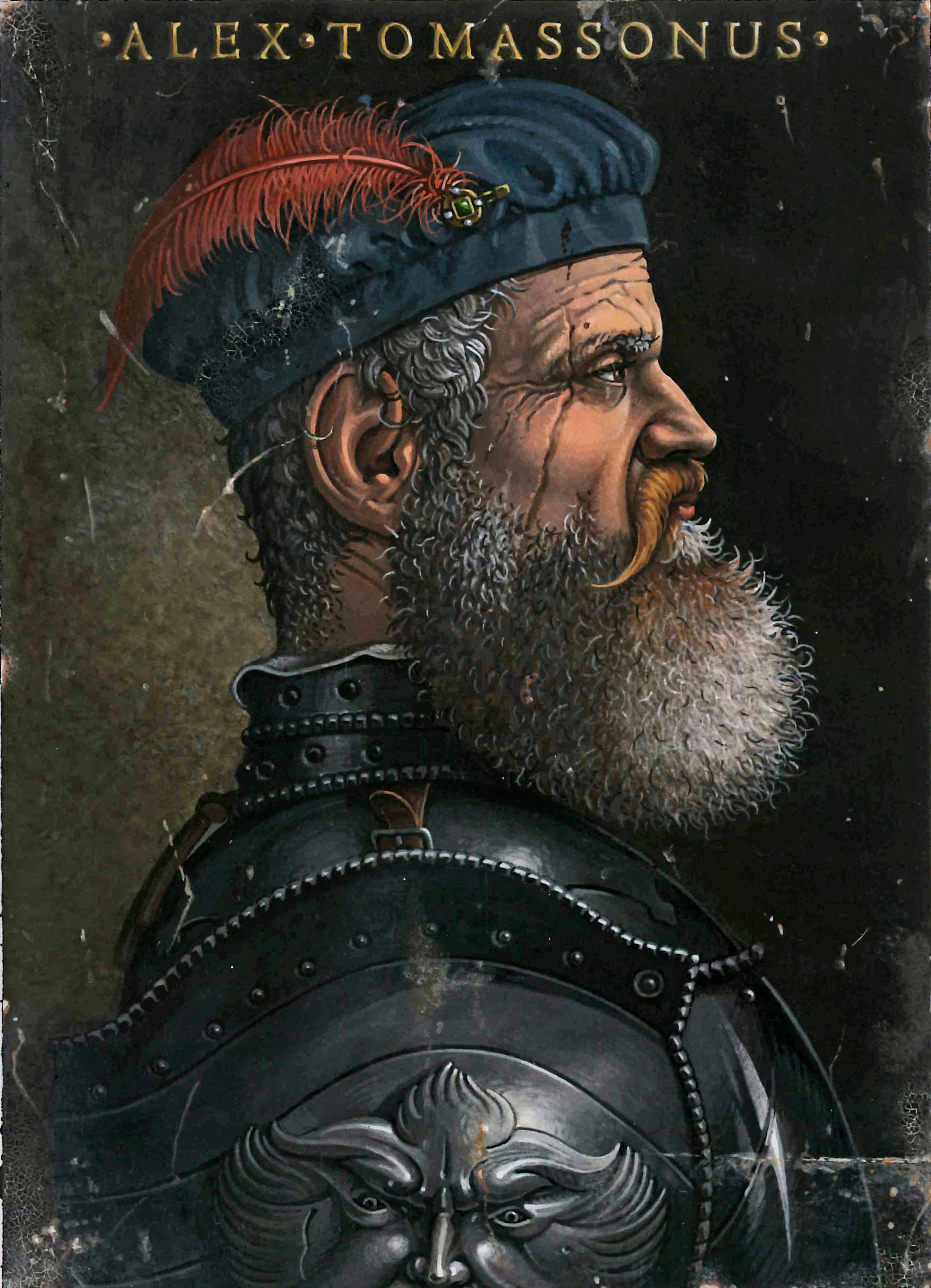
Alessandro da Terni

Am 1. April 1540 wurden päpstliche Milizen unter der Führung von Pier Luigi II. Farnese, Gonfaloniere der Kirche, unehelicher Sohn Pauls III. und in der Geschichte als ausschweifend und gewalttätig beschrieben, auf perugianischem Gebiet gesichtet. Seine Infanterie stand unter dem Kommando des Feldmarschalls Alessandro da Terni. Das von Farnese mobilisierte päpstliche Heer (8.000 Italiener und 400 Landsknechte) begann das Gebiet um Foligno, Assisi und Bastia zu verwüsten und stieß auf wenig Widerstand. In der bewaffneten Auseinandersetzung konnte die von der Kommune Perugia aufgestellte Miliz nur auf 2.000 Fußsoldaten zählen, die größtenteils aus Siena stammten und denen es an Munition und Verpflegung mangelte. Während die besten Heerführer in den Diensten der Farnese standen, konnte die perugiesische Armee nur auf das Ansehen von Ascanio della Corgna, einem jungen Condottiere aus Perugia, zählen. Nachdem die Friedensvermittlung des Vizekönigs von Neapel, Don Pedro de Toledo, gescheitert war, hofften die Perugianer noch auf die Unterstützung des florentinischen Herzogs Cosimo I. de’ Medici, der sich in offenem Konflikt mit Papst Paul III. befand, und auf den Patriotismus des Condottiere Rodolfo Baglioni, ehemaliger Herr von Perugia, der von Herzog Cosimo mit einem lukrativen Auftrag angeheuert worden war.
Am 16. Mai kehrte Baglioni nach Hause zurück und wurde von der gesamten Bevölkerung Perugias begeistert empfangen. Rodolfo kehrte jedoch nicht nur nach Hause zurück, um zu kämpfen, sondern auch mit der heimlichen Absicht, über die Kapitulation seiner Stadt zu verhandeln. Der erste Angriff der päpstlichen Miliz wurde von Tomassoni angeführt, der zunächst tapfer gegen Rodolfos Kavallerie kämpfte und dann erfolglos die Burg von Torgiano belagerte, die sich in strategisch günstiger Lage am Zusammenfluss von Tiber und Chiascio befand. Die Burg von Torgiano war durch einen halbkreisförmigen Graben geschützt, der von Della Corgna entworfen worden war. Der stolze Anführer aus Terni machte dies wieder wett, indem er die Truppen von Ascanio della Corgna bei Ponte San Giovanni und Pretola besiegte.

## Belagerung von Perugia
Die päpstlichen Truppen verließen Torgiano und rückten, nachdem sie die Dörfer des perugianischen Umlandes verwüstet hatten, auf den Hügel von Perugia vor, den sie bis zu den Mauern einnahmen. Anstatt den Vormarsch des Feindes frontal zu bekämpfen, beschränkte sich Baglioni darauf, die farnesische Miliz von der Porta Sole aus mit Artilleriefeuer zu bekämpfen. Am 3. Juni verhandelte Rodolfo Baglioni im Kloster Monteluce mit dem Feldkommissar Gerolamo Orsini über die Kapitulation Perugias. Es folgte die Auflösung von Venticinque. Viele Familien aus Perugia wanderten in die benachbarten Städte Florenz, Siena und Urbino aus, da sie die Unterwerfung unter diese Herrschaften der theokratischen Herrschaft des Kirchenstaates vorzogen. Der Krieg endete mit der Niederlage Perugias und dem Ende seiner Unabhängigkeit. Zwischen 1540 und 1541 arbeitete Alessandro Tomassoni da Terni, der seine Kenntnisse im Bereich der militärischen Befestigungen nutzte, zusammen mit Antonio da Sangallo der Jüngere (1484–1546) an der Neugestaltung des Geländes, auf dem die Rocca Paolina errichtet werden sollte, die der Papst an der Stelle der Häuser der Familie Baglioni und anderer Adliger errichten ließ, um die Unterwerfung der Stadt unter den Kirchenstaat zu bekräftigen.

## Auswirkungen

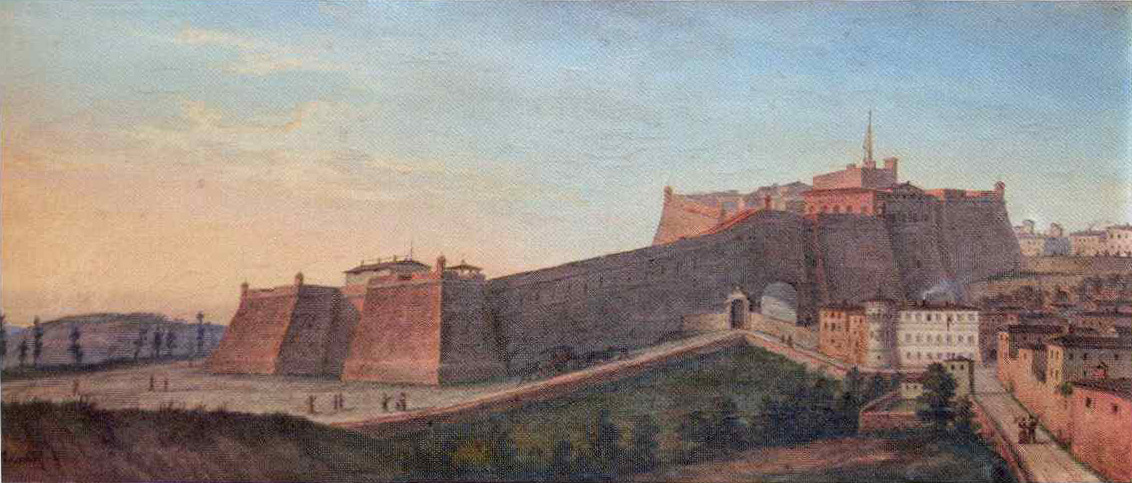
Blick auf die Rocca Paolina – Gemälde aus dem 19. Jh.

Rodolfo Baglioni verlor seine Privilegien und seine Soldaten und musste die Stadt verlassen, was das Ende der perugiesischen Herrschaft bedeutete. Später kehrte er in den Dienst des Herzogs Cosimo zurück und wurde 1554 während des florentinisch-sienesischen Konflikts unter den Mauern von Chiusi von einer Arkebuse getötet.
Zum zweiten Mal in ihrer Geschichte verlor die Stadt Perugia ihre bürgerlichen Freiheiten und ihre jahrhundertealte Autonomie und geriet erneut in die direkte Abhängigkeit des Kirchenstaates, der die Bürger zum Bau der mächtigen Rocca Paolina zwang, in der eine päpstliche Garnison eingerichtet wurde. Ein Teil der Stadtmauern wurde abgerissen.
Der Überlieferung zufolge reagierten die Einwohner Perugias, die sich nicht von der päpstlichen Herrschaft unterwerfen ließen, nach dem Krieg mit einem Steuerboykott, mit der ihre endgültige territoriale Unterwerfung unter den Papst begann, und hörten auf, ihr Brot zu salzen, das seither schal ist. Neuere Forschungen scheinen diese Legende jedoch zu widerlegen.